# Элшник, Тими Макс
Ти́ми Макс Э́лшник (словен. Timi Max Elšnik; род. 29 апреля 1998, Птуй) — словенский футболист, полузащитник клуба «Црвена звезда» и сборной Словении. Участник чемпионата Европы 2024.

## Клубная карьера
Элшик — воспитанник клубов «Златоличье» и «Алюминий». В 2015 году он подписал контракт с английским «Дерби Каунти». 23 августа 2016 года в поединке Кубка английской лиги против «Карлайл Юнайтед» он дебютировал за основной состав. Летом 2017 года для получения игровой практики Элшик на правах аренды перешёл в «Суиндон Таун». 2 сентября в матче против «Бранета» он дебютировал в Третьей лиге Англии. 11 ноября в поединке против «Честерфилда» Тими забил свой первый гол за «Суиндон Таун». 
Летом 2018 года Элшик бал арендован «Мансфилд Таун». 15 сентября в матче против «Эксетер Сити» он дебютировал за новый клуб. 30 октября в поединке против «Кру Александра» Тими забил свой первый гол за «Мансфилд Таун».
В начале 2019 года Элшик на правах аренды перешёл в «Нортгемптон Таун». 26 января в матче против «Моркама» он дебютировал за новую команду. В этом же поединке Тими забил свой первый гол за «Нортгемптон Таун». Летом 2020 года Элшик перешёл в столичную «Олимпию». 6 июня в матче против «Табора» он дебютировал в чемпионате Словении. 19 июля в поединке против «Табора» Тими забил свой первый гол за «Олимпию». В 2021 году он помог клубу завоевать Кубок Словении. 

## Международная карьера
В 2015 году в составе сборной Словении среди игроков до 17 лет Элшик принял участие в юношеском чемпионате Европы в Болгарии. На турнире он сыграл в матчах против команд Чехии, Германии и Бельгии.
В 2021 году Элшик в составе молодёжной сборной Словении принял участие в молодёжном чемпионате Европы в Венгрии и Словении. На турнире он сыграл в матче против команды Чехии, Испании и Италии.
8 октября 2021 года в отборочном матче чемпионата мира 2022 против сборной Мальты Элшик дебютировал за сборную Словении. 

## Достижения
Клубные
 «Олимпия»
- Обладатель Кубка Словении — 2020/2021, 2022/23.